# Осташёвский район (Московская область)
Осташёвский район — административно-территориальная единица в составе Московской области РСФСР, существовавшая в 1939—1957 годах.
Осташёвский район образован 4 января 1939 года из частей Волоколамского, Можайского и Рузского районов Московской области. На 1 января 1940 года территория района составляла 800 км².
В 1939 году в состав района вошли следующие сельсоветы:
- из Волоколамского района: Бражниковский, Внуковский, Горбуновский, Данилковский, Кармановский, Клишинский, Княжевский, Кузьминский, Немировский, Новлянский, Осташёвский, Рюховский, Спасский, Судниковский, Таболовский, Тереховский, Токарёвский, Черневский, Шитьковский
- из Рузского района: Грулевский, Дробылевский, Куровский, Сумароковский, Филатовский
- из Можайского района: Карачаровский, Хатанковский

17 июля 1939 года Внуковский, Немировский, Новлянский, Рюховский и Шитьковский с/с были упразднены.
28 декабря 1951 года были упразднены Данилковский, Кармановский и Кузьминский с/с.
4 января 1952 года из Княжевского с/с в Хатанковский было передано селение Прозорово, а из Хатанковского с/с в Княжевский — селение Федосьино.
14 июня 1954 года были упразднены Бражниковский, Грулевский, Дробылевский, Клишинский, Княжевский и Филатовский с/с. Карачаровский и Хатанковский с/с объединились в Болычевский с/с.
7 декабря 1957 года Осташёвский район был упразднён. При этом Горбуновский, Осташевский, Спасский, Судниковский, Таболовский, Тереховский, Токаревский и Черневский с/с были переданы Волоколамскому району; Куровский и Сумароковский — Рузскому району; Болычевский — Можайскому району.